# 杉原あやの
杉原 あやの（すぎはら あやの、1992年11月22日 - ）は、日本の女性モデル、元レースクイーン。
岩手県出身。アートアップを経てアイズに所属していた。愛称は「あやのん」。

## 来歴
高校卒業後に岩手から上京し、ギャル雑誌の読者モデルを経てモデル・コンパニオン業を開始。その後2016年の全日本ロードレース選手権に「au&テルル Kohara RTレースクイーン」として参加。これがRQデビューとなった。
2017年はSUPER GT「Pacific Fairies」（パシフィックフェアリーズ）とスーパー耐久「フロンティアキューティーズ」を兼任。この年の日本レースクイーン大賞では、パシフィックフェアリーズがコスチュームグランプリを受賞した他、立花はるが新人グランプリ、阿久津真央が8代目RQ大賞グランプリを受賞しており、主要3部門をパシフィックフェアリーズが制する結果となった。
翌2018年も引き続き「フロンティアキューティーズ」としてスーパー耐久とSUPER GTで活動し、2019年は同じアイズ所属の星沢しおりと共に「KOSEI-CHAPTER」のレースクイーンとしてSUPER GTとスーパー耐久の2カテゴリーで活動したが、この年を最後にレースクイーンを卒業し、同12月28日に行われた撮影会をもって芸能界から引退した。

## 人物
- 趣味：映画観賞、アニメ鑑賞[12]。
- 特技：バドミントン、卓球[12]。
- 妹が1人いる[16]。

## 活動

### レースクイーン
| 年度   | カテゴリー               | チーム名                                 | 他メンバー                                                                                               |
| ------ | ------------------------ | ---------------------------------------- | --- |
| 2016年 | 全日本ロードレース選手権 | au&テルル Kohara RT レースクイーン       | 三浦レイ                                                                                                 |
| 2017年 | SUPER GT                 | Pacific Fairies（50号車担当）            | 9号車：阿久津真央、川崎あや、嶋田美彩、立花はる、Haruka、益田アンナ 50号車：大島理沙、藤咲百合香、間宮葵 |
| 2017年 | スーパー耐久             | K's Frontier フロンティア キューティーズ | 松岡夢、まろか、生田ちむ、大崎みゆ                                                                       |
| 2018年 | スーパーGT               | フロンティア キューティーズ              | 佐藤小春、望月まこと、山谷涼香                                                                           |
| 2018年 | スーパー耐久シリーズ     | フロンティア キューティーズ              | 佐藤小春、望月まこと、山谷涼香                                                                           |
| 2019年 | スーパーGT               | KOSEI-CHAPTER                            | 星沢しおり、松原杞紗                                                                                     |
| 2019年 | スーパー耐久シリーズ     | KOSEI-CHAPTER                            | 星沢しおり、松原杞紗                                                                                     |

### イベント出演
| イベント名                 | 出演年：出演ブース                                |
| -------------------------- | ------------------------------------------------- |
| 東京オートサロン           | 2017年：Alpha Classic Racing - アストンマーティン |
| 東京オートサロン           | 2018年：LEXANI JAPAN                              |
| 東京オートサロン           | 2019年：REMUS（阿部商会）                         |
| 東京モーターショー         | 2017年：クラリオン                                |
| 東京モーターサイクルショー | 2018年：IXIL MADMAX                               |
| 東京ゲームショウ           | 2017年：PlayStation                               |